# Bauska distrikt
Bauska distrikt (lettiska: Bauskas rajons) var till 2009 ett administrativt distrikt i Lettland, beläget i den södra delen av landet, ca 70 kilometer från huvudstaden Riga. Distriktet angränsar med distrikten Riga i norr, Jelgava i väster och Aizkraukle i öster.
Den största staden är Bauska med 10 945 invånare.